# Луїза Бруннер
Луїза Бруннер (нім. Luise Brunner; 25 серпня 1908, Айдгаузен — ?) — службовець концентраційних таборів Равенсбрюк і Аушвіц ІІ Біркенау.

## Біографія
В червні 1942 року пройшла підготовку в Равенсбрюці, в жовтні того ж року була відправлена в Аушвіц ІІ Біркенау. В'язні боялись Луїзу через її жорстокість. З грудня 1944 по квітень 1945 року служила в Равенсбрюці.
Під час третього Равенсбрюцького процесу (2 — 21 липня 1948) за жорстоке поводження з в'язнями та відбір смертників у газові камери була засуджена до 3 років позбавлення волі.